# Georg Haupt
Georg Haupt, född 10 augusti 1741 i Stockholm, död där 18 september 1784, var en svensk schatullmakare och ebenist samt en av de främsta formgivarna av gustavianska möbler.

## Liv och verk

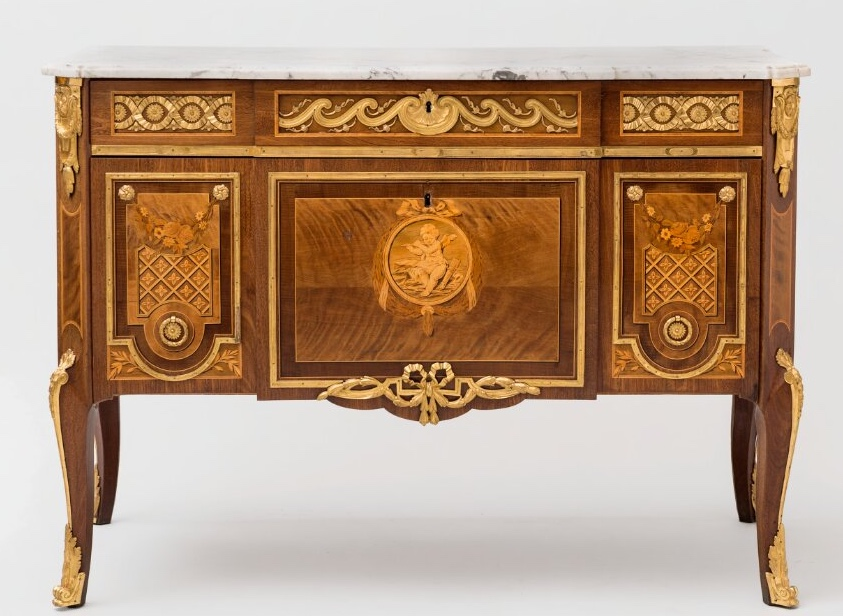
Byrå tillverkad av Haupt 1780 med nyklassicistiska bronsbeslag och intarsiaarbete i form av en putto.

Georg Haupt var son till snickarmästaren Elias Haupt och Magdalena Hochfeldt samt morbror till konstnären Elias Martin.  Hans farfar var konstsnickaren Jürgen Haupt som på 1660-talet invandrade till Stockholm från Nürnberg. Hans farfar levererade bland annat 1696 bänkinredningen i slottskyrkan, vilken räddades undan slottsbranden 1697 och fortfarande finns bevarad.
Fadern dog dock när sonen endast var knappt tre år gammal. Från tretton års ålder gick han i lära hos snickarmästaren Johan Conrad Eckstein, där han sedan arbetade fram till 1759. Han fick sin utbildning i Stockholm och det var just när den franska rokokon kommit till Sverige. 
Haupt företog därefter från 1762 sin gesällvandring till Amsterdam och Paris. Från Frankrike reste Haupt vidare till England, där han 1768 etablerade sig som cabinet-maker i London.  Ryktet om hans skicklighet nådde snart Sverige och sommaren 1769 utsågs han till hovschatullmakare (hovsnickare) 1769 av kung Adolf Fredrik. Det var då som han fick uppdraget att utföra sitt mästerstycke, skrivbordet, den möbel som var avsedd som gåva till drottning Lovisa Ulrika.
Under sina läroår hade Haupt enbart arbetat med möbler i rokokostil. I Paris kom han i kontakt med klassicistiska strömningar och lärde sig träinläggningens konst. Man har antagit att Jean-François Leleu varit hans lärare i Paris. I början av hans verksamhet i Sverige visar hans möbler på en egenartad blandning mellan rokoko och klassicism, men blir med åren allt mer klassiska i formen.

### Mästerstycket
År 1770 var det år, då han tillverkade sitt mästerstycke och han introducerade då nyklassicismen i svensk möbelkonst. Mästerstycket var ett fanerat smäckert skrivbord med en uppsats och med rikt inlagd dekor. Den så kallade uppsatsen är försedd med rulljalusi, som öppnas i sidled. Drottning Lovisa Ulrikas profil ses på gaveln i inlagt trä. Rulljalusin har också inläggningar. Uppsatsens motiv syftar på drottningens intellektuella intressen, motiven visar böcker, skrivdon och en lyra. Georg Haupt utförde skrivbordet på uppdrag av Adolf Fredrik. Sedan har hovsnickaren Haupt gått till historien för alla de praktmöbler som han utförde på beställning av Gustav III och den kungliga familjen, hovet och adeln. Haupts arbeten är av enastående hög kvalitet, både konstnärligt och tekniskt och alla hans arbeten utmärks av väl avvägda proportioner, värdighet och finess. Georg Haupt bad att det beställda skrivbordet skulle betraktas som hans mästerstycke genom att han kontaktade Stockholms snickarämbete. Efter viss tvekan beviljades det, och det bestämdes att arbetet skulle utföras i Christian Linnings verkstad under övervakning av den unge mästaren Anders Hult. Johan Christian Linning den äldre (1706-1779) drev en stor verkstad med 13 hyvelbänkar på Köpmangatan 3 i Gamla stan.
Snickareämbetet godkände det magnifika mästerstycket sent på hösten 1770 och då blev den 29-årige Haupt erkänd som mästare. På nyåret 1771 erhöll han burskap som borgare i Stockholm. Det innebar att han fick rätt att öppna egen verkstad. Nu kunde Georg Haupt kalla sig kunglig hovschatullmakare eller på franskt vis "ébéniste du roi".

### Verkstaden
Georg Haupt hade sin verkstad på Smålandsgatan 40 i Stockholm. Det var en förhållandevis liten möbelverkstad med i allmänhet tre gesäller och fyra lärgossar. I möbelverkstaden tillverkade han allt från skrivbord och byråar till små lätta bord. I hans möbler förenas den gustavianska stilens raka linjer och räta vinklar med rokokons mjukt svängda ben. Detta var en kombination som han antagligen såg under sin vistelse i Frankrike på 1760-talet. Hans berömda byråar har en mycket karaktäristisk form och de inlagda motiven är klassiska med urnor, medaljonger, lagerkransar och girlanger. Överst ligger en skiva av sten, gärna i grågrön kolmårdsmarmor eller vit carraramarmor. Ett bronsornament i form av löpande hund finns ofta nedanför marmorskivan. Ornamenten var ofta i form av bandfläta, som består av två eller tre band som flätas samman till en bård, den ser ut som en serie ringar fyllda med en fleuron, ett blomliknande ornament. De gustavianska bandflätorna var en mycket uppskattad ornamentik. Möblerna var ofta fanerade och smyckad med inläggningar av björk, lönn, amarant, jakaranda, buxbom, ebenholts och andra exotiska träslag.
Verkstaden drevs efter hans död vidare av hans änka Sara Haupt med hjälp av gesällerna Peter Kyhlberg och Gustaf Adolf Ditzinger, fram till dess att hon några år senare gifte sig med Ditzinger.

## Internationell möbelmästare
Flera mästare tog på 1770-talet och en bit in på 1780-talet efter den berömde Haupts byråar. Haupts modell på byråar med stram överdel och korta svängda ben blev snart stilbildande. Möbelsnickaren Gottlieb Iwersson var i början av sin egen karriär starkt påverkad av Haupt. Av sin samtid betraktades Haupt som ett geni och han uppfattades som en av nyklassicismens stora möbelmästare även internationellt. Hans arbetsförmåga var omfattande, men han höll sig bara med tre till fyra gesäller. De möbler som lämnade hans verkstad var högklassiga. Georg Haupt började framställa möbler av mahogny utan inläggningar under den sista tiden av sitt liv. Haupt förebådade därmed den stil som förespråkade slät mahogny med ett minimum av dekor. Det sades att Georg Haupt arbetade sig till döds. Han avled 1784 vid endast 43 års ålder, innan hans magnifika stil hunnit bli passé. Då hade han varit mästare i nära fjorton år.

## Verk i urval
Det är i synnerhet sina byråer som han blivit berömd för, men han tillverkade också andra möbler, vanligen med lådor, exempelvis sekretärer och bord, såväl enklare som dyrbarare verk. Han samarbetade ofta med Jean Eric Rehn. Arbetena kännetecknas av goda proportioner och mycket hög kvalitet, samt rikliga orneringar, ofta med intarsia, som täcker en stor del av möbelytan. De flesta av Haupts möbler utgörs av byråer och sekretärer, de senare ofta på höga ben, men han har också utfört en mängd bord, skåp och dylikt. 
Hans s.k. mästarstycke var ett skrivbord med "uppsats" som han på kunglig beställning tillverkade år 1770. Det var kung Adolf Fredriks gåva till sin gemål, Lovisa Ulrika. Det fick sin plats i marmorkabinettet på Drottningholms slott.

### Bilder

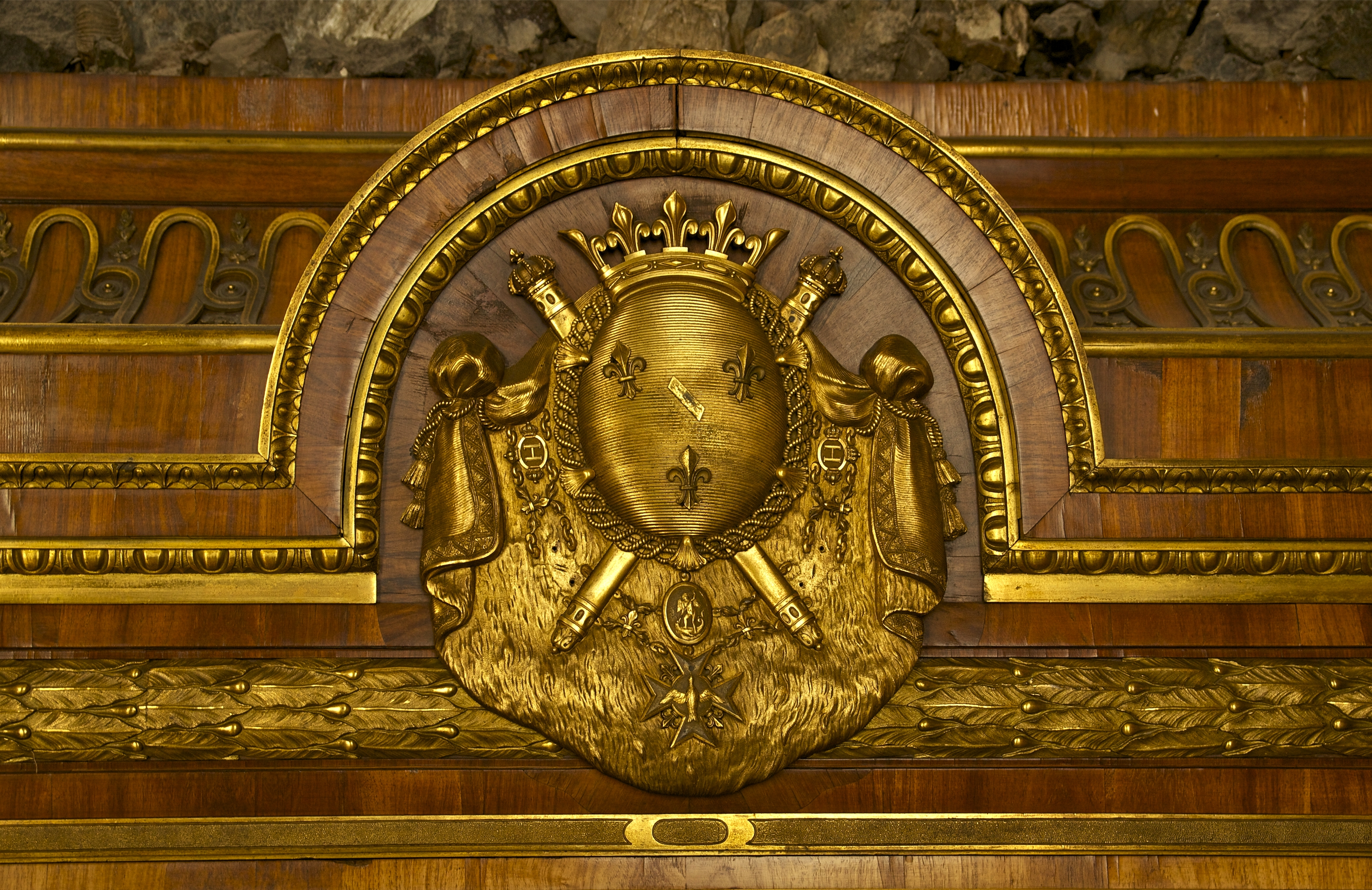
Detalj av "Cabinet de Mineralogie" (möbler för att samla ovanliga stenar) på Slottet i Chantilly av Georg Haupt, 1774.
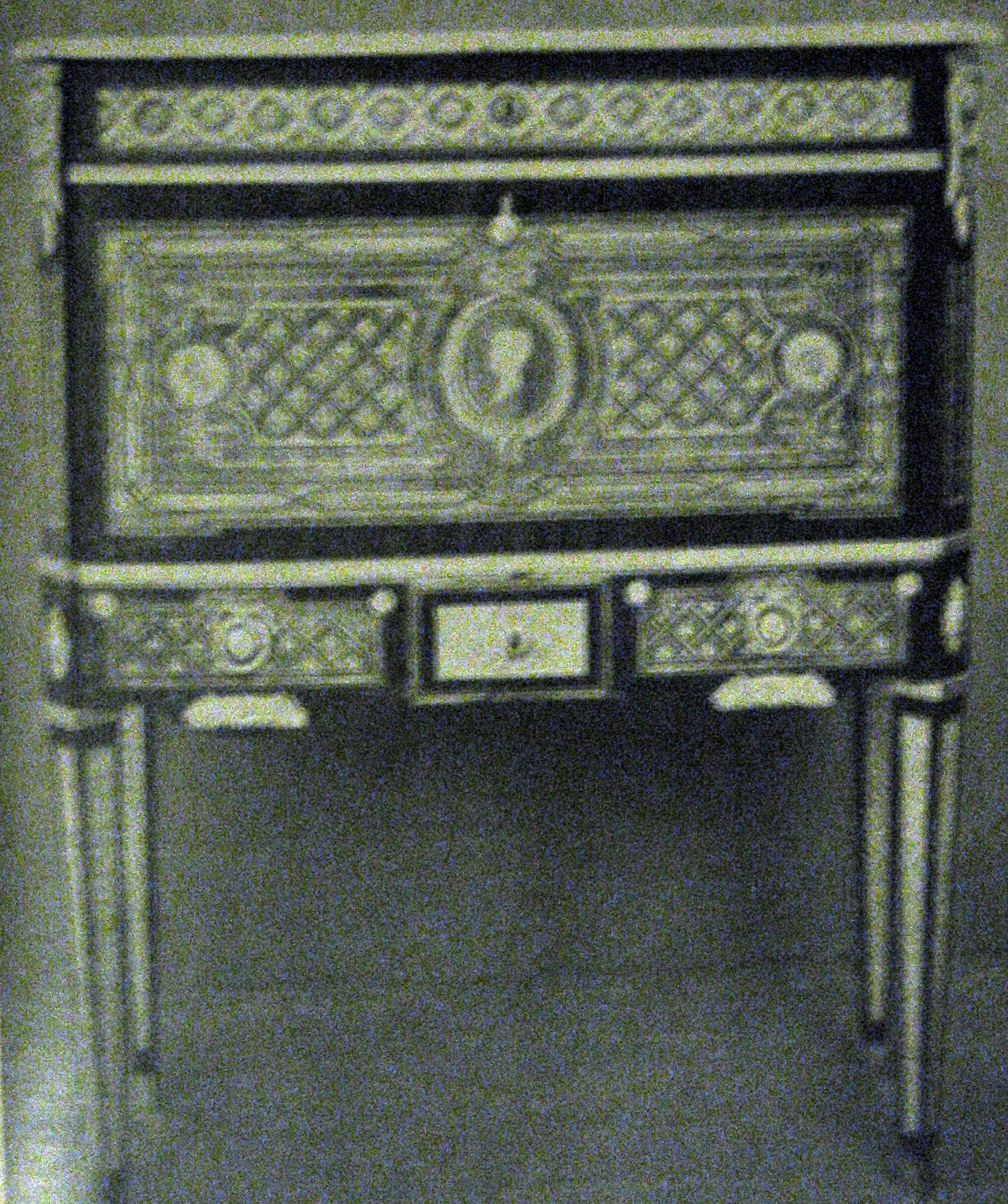
Sekretär av Georg Haupt från Tullgarns slott, tillverkad 1778.
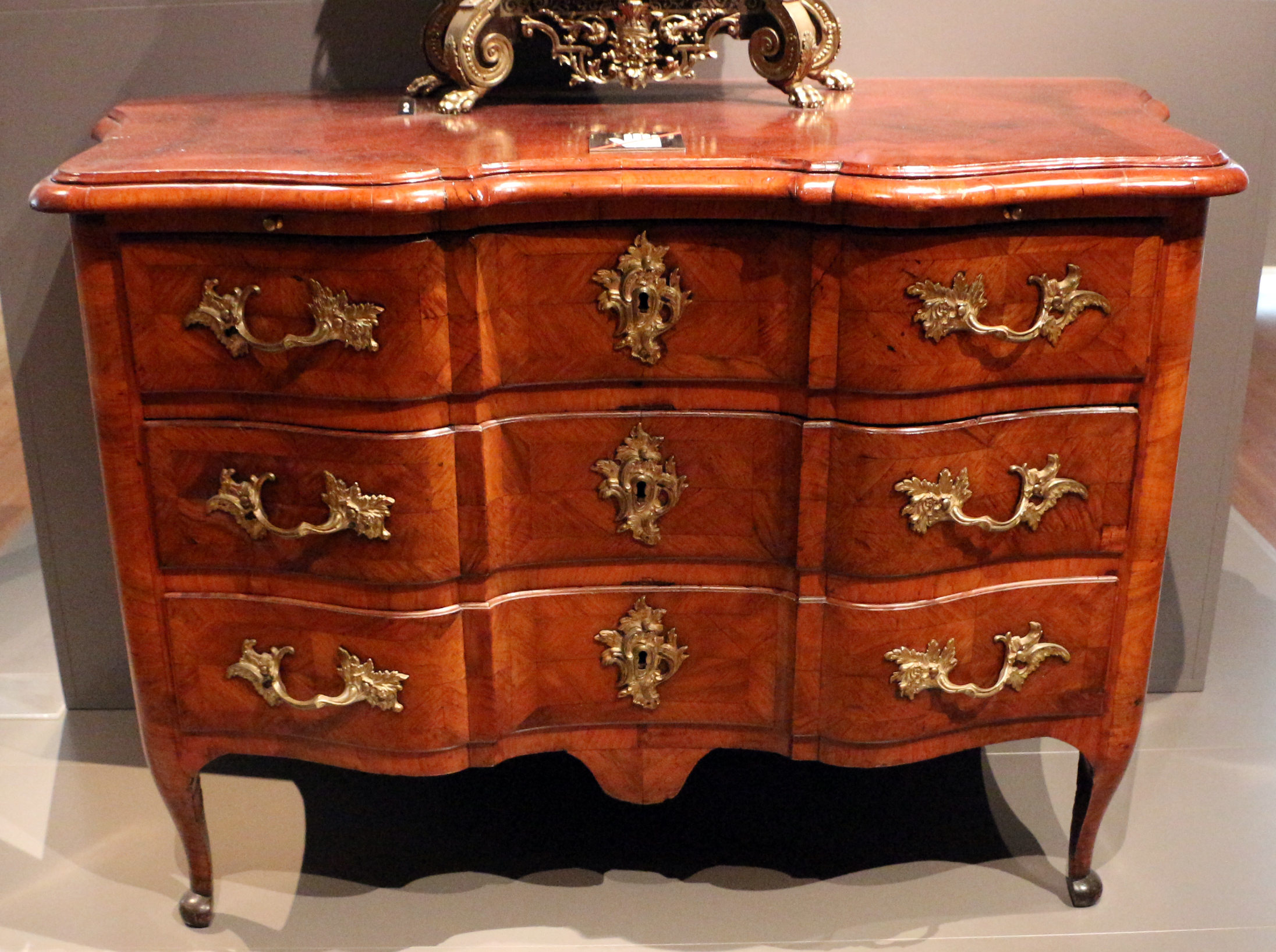
Rokokobyrå av Georg Haupt (1781).
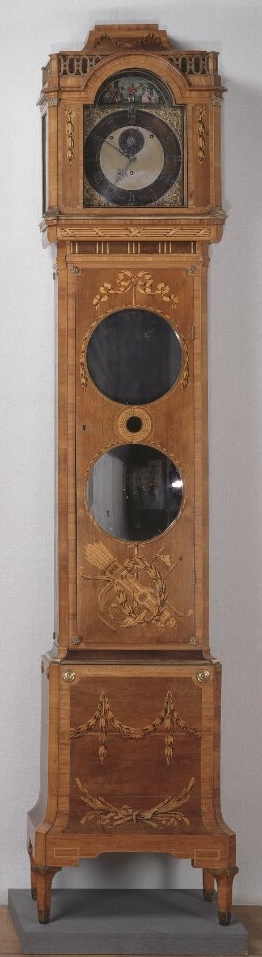
Golvur tillverkat av Haupt 1782 för Hertig Karl till Rosersbergs slott.

Bland andra betydande arbeten märks ett mineralieskåp som beställdes av Gustav III och 1774 skänktes till prinsen av Condé, nu på slottet Chantilly, en byrå på Victoria and Albert Museum, samt Gustav IV Adolfs vagga tillverkad 1778, nu i Husgerådskammaren.

## Representerad
Haupt finns representerad i Sverige på Nationalmuseum, Nordiska museet, de Kungliga samlingarna, däribland i festvåningen och gästvåningen på Stockholms slott och på Finlands nationalmuseum.

## Signering
I regel signerade Haupt sina arbeten i en låda eller på annat mindre framträdande plats på möbeln. Haupt hade stort inflytande på sin samtid och kopierades flitigt av samtida möbelsnickare, särskilt Anders Lundelius. Många osignerade arbeten som tillskrivits Haupt, härrör troligen från hans efterbildare.

## Bukowskis auktioner
En signerad Hauptbyrå såldes 1989 på Bukowskis för 12,2 miljoner kronor, till den småländske finansmannen Roy Gustafsson vilket gör den till Sveriges näst dyraste antikvitet.